# Junction City (Georgia)
Junction City è un comune degli Stati Uniti d'America, situato nello Stato della Georgia, nella contea di Talbot.